# Paul Lemcke
Paul Friedrich Lemcke (* 16. September 1850 in Nordhausen am Harz; † 17. Mai 1909 in Zeulenroda) war ein deutscher Militärbeamter, Schriftsteller und Kommunalpolitiker.

## Leben
Paul Lemcke wurde als Sohn des Arztes August Maximilian Hermann Lemcke (1821–1885) und seiner Frau Friederike Henriette Minna (1833–1908), geborene Reinhold, in Nordhausen im Südharz geboren und am 27. Oktober 1850 in St. Nikolai (Nordhausen) getauft. Er besuchte von 1859 bis 1868 das Nordhäuser Gymnasium und diente anschließend als Einjährig-Freiwilliger. Als Reserveoffizier war er in verschiedenen Bereichen der Militärverwaltung tätig. 1874 legte er die Prüfung zum Intendantur-Sekretär ab. Wegen seiner sehr guten Leistungen wurde er ins Königreich Württemberg abkommandiert. Er war fünf Jahre Sekretär des Kriegsministers und war Kriegsministerial-Bibliothekar sowie ökonomischer Referent des Generalstabsarztes. Zwischen 1879 und 1884 war er erster Intendantur-Sekretär und ständiger Stellvertreter des Vorstandes der Intendantur der 27. Division (2. Königlich Württembergische).
Am 14. August 1876 heiratete er in Marburg an der Lahn die 20-jährige Therese Emilie Helene Becker († 1940 in Zeulenroda) aus Rotenburg an der Fulda. 1882 wurden die Zwillinge Ilse († 1948 in Greiz) und Ulrich († 1964 in Zwickau) geboren.
1878 sollte er in das Auswärtige Amt des Reiches wechseln, ging jedoch am 10. April 1884 als Erster Bürgermeister nach Frankenhausen. Hier beschäftigte er sich mit der Geschichte des Kyffhäusers und der Geschichte der Familie Ernst in Nordhausen. Nach fünf Jahren bewarb Lemcke sich als Zweiter Bürgermeister in Nordhausen und wurde am 23. Januar 1888, nach dem Tod des Bürgermeisters Kießling, von der Stadtverordnetenversammlung mit 26 von 32 Ja-Stimmen gewählt. Die nächsten zehn Jahre war er u. a. Dezernent für das Museum und war zeitweilig auch Oberbürgermeister. Wegen Streitigkeiten gab er am 10. Januar 1899 seinen Antrag auf Pensionierung ab. Am 9. April 1899 wurde er Erster Bürgermeister in Zeulenroda im Vogtland, im April 1900 Oberbürgermeister.
Paul Lemcke verstarb am 17. Mai 1909 in Zeulenroda und wurde am 21. Mai unter großer Anteilnahme mit militärischen und sonstigen Ehren zu Grabe getragen.

## Werke
- Geschichte des Freien Reichsstifts und der Klosterschule Walkenried. Bernhard Franke, Leipzig [1909].